# Jacksonville Veterans Memorial Arena
Jacksonville Veterans Memorial Arena – arena w amerykańskim mieście Jacksonville na Florydzie. Została wybudowana w 2003 roku w ramach planu Lepsze Jacksonville burmistrza Johna Delaneya, zakładającego zastąpienie starego Jacksonville Memorial Coliseum nowym obiektem. Pojemność JVMA wynosi 13 500 podczas meczów koszykówki i 13 000 podczas hokeja. Koszt budowy wyniósł 130 milionów dolarów.
Arena ma charakter akustyczny, potrzebny w przypadku koncertów; pierwszym artystą, który wystąpił w JVMA był Elton John w listopadzie 2003 roku. Od tego czasu koncertuje tu bardzo wielu artystów, jednak w 2006 roku koncert Dixie Chicks został odwołany z powodu nikłej sprzedaży biletów. Było to wynikiem protestu przeciw zespołowi, szczególnie w południowych stanach po tym, jak jego członkinie skrytykowały George’a Busha oraz wojnę w Iraku.
Jacksonville Veterans Memorial Arena była domową areną drużyny hokejowej Jacksonville Barracudas, jednak pod koniec sezonu 2006/2007 przenieśli się oni do mniejszej hali. Obecnie jest domowym obiektem męskiej drużyny koszykarskiej Jacksonville University Dolphins.